# Національний музей медицини України
Націона́льний музе́й медици́ни Украї́ни — музей у Києві, де зібрані експонати, що демонструють розвиток медицини в Україні. Музей створений в 1973 році, офіційно відкритий 29 жовтня 1982  року.

## Історія

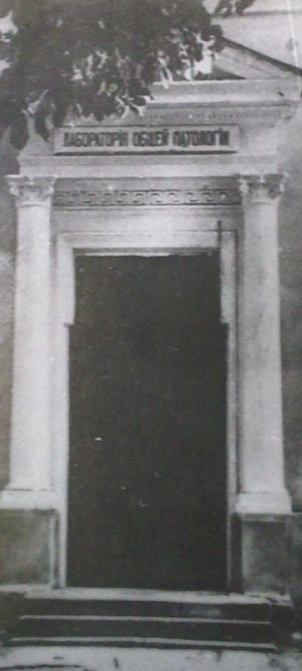
Перше приміщення кафедри і лабораторії загальної патології. Зараз це Національний музей медицини України.

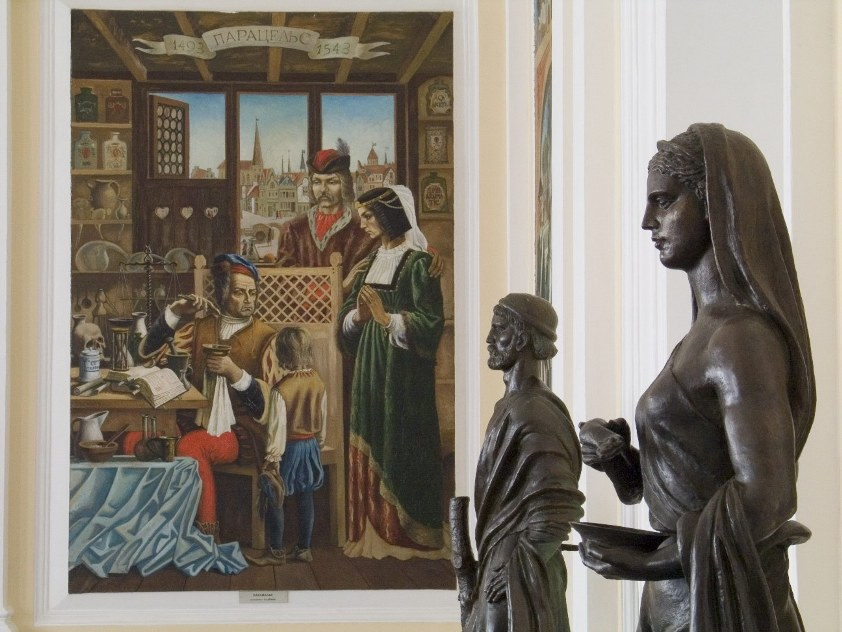
Хол на другому поверсі музею

Розташований у будинку колишнього Анатомічного театру медичного факультету Київського Університету, який було збудовано за проєктом архітектора Олександра Беретті і за ініціативою видатного київського анатома професора Олександра Петровича Вальтера в 1853 році. Споруда є пам'яткою архітектури XIX століття, побудована в стилі пізнього класицизму.

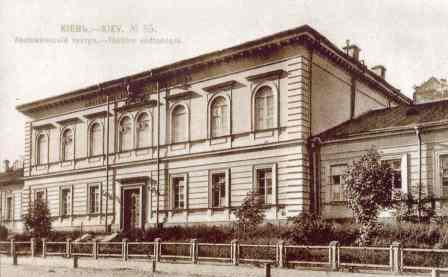
Анатомічний театр Київського університету Св. Володимира

Ідея створення в Києві музею медицини виникла на початку 1960-х років. Головна роль у її появі та реалізації належить професорові кафедри соціальної гігієни та організації охорони здоров'я Київського медичного інституту ім. О. О. Богомольця, видатному українському історику медицини Олександру Абрамовичу Грандо (1919—2004). Ініціативна група для пошуку майбутніх музейних експонатів і матеріалів для музею тривалий час працювала на громадських засадах. Головним зберігачем фондів був Леонід Межиров.
До 2004 року директором музею був його засновник Олександр Грандо. З 2005 року по теперішній час музей очолює заслужений лікар України, доктор медичних наук Вадим Шипулін.

## Експозиція
В музеї представлено розвиток медицини в Україні з стародавніх часів до наших днів. Його експозицію складають фото, книги, інструменти, анатомічні препарати, особисті речі видатних українських лікарів, лікарські засоби, медичні та аптечні прилади.
Звертають увагу нетрадиційні архітектурно-художні та технічні, зокрема аудіовізуальні засоби показу. Використані науково-методичні і документальні матеріали та експонати в комплексі з архітектурними, художньо-технічними і аудіо-візуальними засобами. За інженерно-технічні рішення відповідали Анатолій Уташ та Володимир Кивлюк, за архітектурно-художній проєкт, дизайн експозиційних залів та вітрин — художник Альберт Крижопольський.
В музеї створені оригінальні інтер'єри з портретними фігурами відомих учених і лікарів, та діорами, присвячені визначним подіям в українській медицині. Автором портретних фігур, виконаних зі стоматологічних пластиків, є художник і скульптор Спартак Британ, заслужений працівник культури України.
Широко представлені також твори українського образотворчого мистецтва, що пов'язані з медичною тематикою.

## Відзнаки
Національний музей медицини України є одним з найбільших медичних музеїв у Європі. Робота по створенню цього музею була в 1983 році удостоєна Державної премії України у галузі науки і техніки. Указом Президента України від 15 лютого 1999 р. надано статус Національного.

## Діяльність
Близько 25 років Національний музей медицини України є одним із активних членів Європейської асоціації музеїв історії медичних наук. Музей відомий своєю видавничою, просвітницькою, виставковою діяльністю.